# Finnbråtan
Finnbråtan este o localitate din comuna Eidsvoll, provincia Akershus, Norvegia, cu o suprafață de 0,63 km² și o populație de 818 locuitori (2013).